# The Prisoner (televisieserie)
The Prisoner is een Britse televisieserie die tussen april en oktober 1967 werd uitgezonden. Hoewel er slechts 17 afleveringen gemaakt werden, groeide The Prisoner uit tot een van de meest legendarische en geroemde televisieseries aller tijden. De serie was een groot succes en verwierf meteen een enorme cult-aanhang. Vandaag de dag heeft de serie nog vele fanclubs en wordt er nog altijd veel over gesproken en geschreven. The Prisoner wordt gezien als een serie die veel invloed heeft gehad op de televisiegeschiedenis.
De serie gaat over een geheim agent die, nadat hij ontslag heeft genomen, wordt ontvoerd en gevangen gehouden in een idyllisch dorp. Hij kan echter niet uit dit dorp ontsnappen en stuit op een duister complot.
De serie wekte destijds veel controverse op omdat deze ging over thema's als druggebruik, de Koude Oorlog en het recht op privacy. Allemaal onderwerpen die zeer actueel waren in die tijd.
Officieel behoort de serie tot het spionagegenre, maar de verschillende afleveringen bevatten elementen van zo'n beetje elk genre, variërend van thriller en sciencefiction, tot komedie en zelfs western. Ook beroemd is de vormgeving van de serie: stijlvolle jaren 60 kostuums, decors, surreallistische locaties en psychedelische kleuren.
De drijvende kracht achter de serie was Patrick McGoohan. Niet alleen speelde hij de hoofdrol, hij was ook producent en schrijver van de serie. Tevens regisseerde hij een aantal afleveringen.
De serie werd volledig opgenomen in kustdorpje Portmeirion dat in Wales, Groot-Brittannië, ligt. Het dorpje is nu een bedevaardsoord voor fans van The Prisoner.
De serie inspireerde de Britse heavy metal groep Iron Maiden ook tot het nummer The Prisoner, op het doorbraakalbum The number of the beast. In de intro hoort men Patrick McGoohan aan het woord.

## Trivia
De vliegende ballon achtige of gelei achtige witte bol die in deze serie te zien is, met de benaming Rover, was een bron van inspiratie voor scenarist Greg en tekenaar Eddy Paape om iets gelijkaardigs in het stripalbum Het Woud van Staal (de avonturen van Luc Orient) te gebruiken. In dit album fungeren vliegende ballon achtige bollen op de planeet Terango om vluchtende rebellen gevangen te nemen en hen naar de despoot Sectan te brengen.